# Rivalidad Prost-Senna

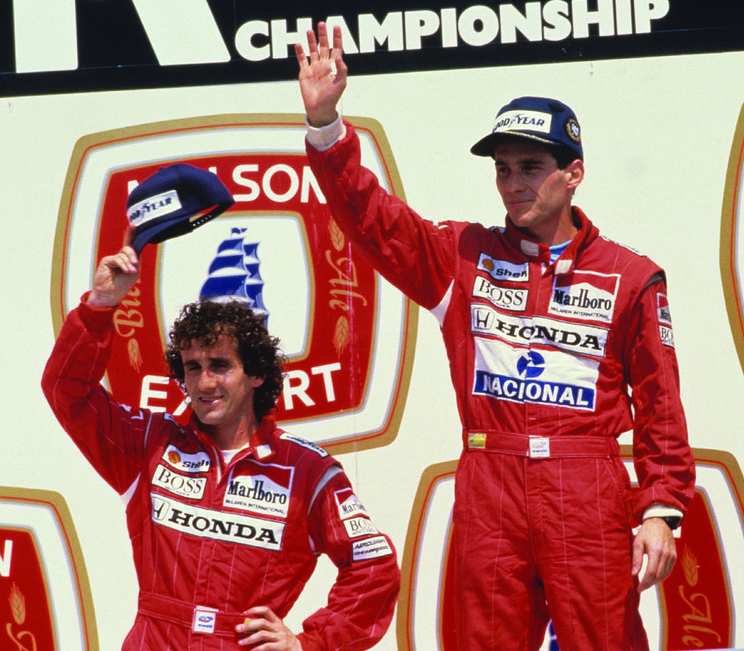
Alain Prost y Ayrton Senna en el podio del Gran Premio de Canadá de 1988.

La rivalidad Prost-Senna es la rivalidad deportiva de los años 1980 y 1990 entre el piloto francés Alain Prost y el brasileño Ayrton Senna en Fórmula 1. Fue frecuente durante sus años como compañeros en McLaren entre 1988 y 1989, y 1990 y 1993 siendo pilotos de McLaren, y Ferrari y Williams respectivamente.

## Historia

### Fórmula 1

#### 1988: inicio
Las batallas entre Alain Prost y Ayrton Senna fueron particularmente notables. La rivalidad se originó en 1988, cuando el brasileño se unió a McLaren, teniendo al francés como compañero de equipo. El evento más notable durante la temporada entre los dos ocurrió durante el Gran Premio de Portugal, donde Senna intentó impedir que Prost tomara la iniciativa obligando al francés a correr cerca de la pared del foso a unos 280 km/h (174 mph); Prost logró sacar a Senna hacia el exterior, tomando la delantera cuando entraron en la primera curva, pero se mantuvo enojado por la maniobra del brasileño.

#### 1989

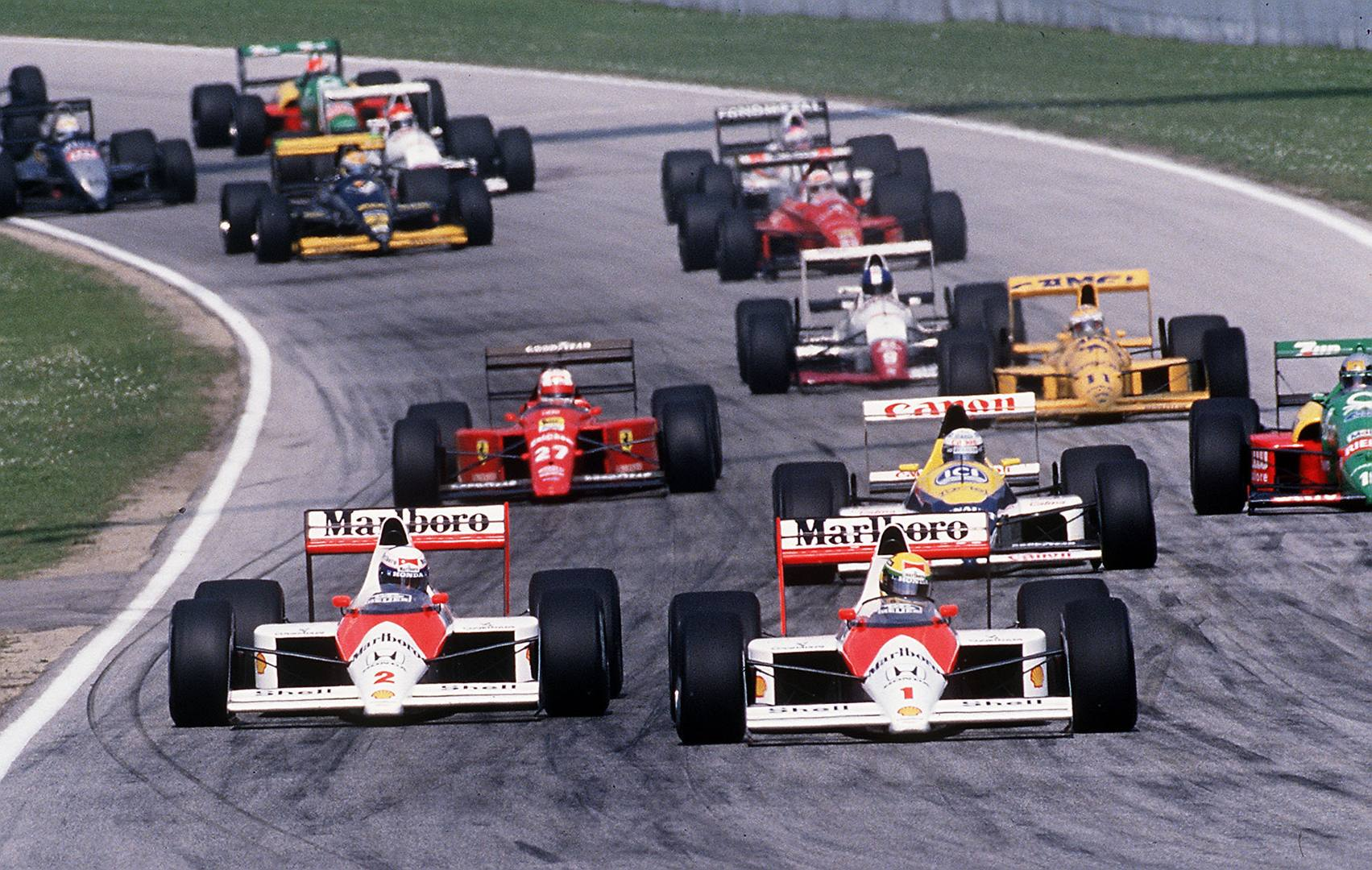
Prost y Senna durante el Gran Premio de San Marino.

La rivalidad se intensificó después del Gran Premio de San Marino de 1989, donde los dos pilotos tuvieron un acuerdo de que ninguno de los dos se interpondría en la primera curva. Al comienzo, Senna se fue a la cabeza y Prost lo siguió por la primera curva sin entrar en el camino del brasileño. Un accidente de Gerhard Berger en la cuarta vuelta detuvo la carrera. En el reinicio, fue Prost esta vez el que mejoró a los dos; pero Senna forzó su camino más allá del francés en la primera curva, rompiendo el acuerdo de la pareja al comienzo de la carrera, dejando al francés furioso con él. Senna argumentó que era el reinicio. El propio Alain Prost se enojó porque McLaren aparentemente estaba a favor de Senna debido a la mejor relación del brasileño con el proveedor de motores Honda, por lo que anunció a mitad de temporada que había firmado contrato con Ferrari para temporada siguiente.

##### Colisión en Suzuka
La rivalidad alcanzó su punto máximo a fines de 1989, cuando el título se decidiría entre Senna y Prost, estando el brasileño en la necesidad de vencer en los últimos dos grandes premios, Japón. y Australia, para arrebatarle el campeonato al francés. Los dos McLaren colisionaron en la chicane Casio Triangle cuando Prost bloqueó un intento de pase de Senna. El francés se alejó mientras el brasileño regresaba a la pista. Senna ganó la carrera, pero más tarde fue descalificado en una decisión muy polémica sobre su camino de regreso a la pista, ya que su monoplaza fue empujado a través de la carretera alrededor de la chicane. La descalificación de Ayrton Senna le implicaba caer en la imposibilidad matemática de superar los puntos de Prost, por lo que el campeonato de 1989 se definía antes de llegar a Adelaida a favor del galo. Ha habido mucho debate sobre si el brasileño fue demasiado ambicioso en su maniobra de adelantamiento, si Prost se topó intencionalmente con Senna, o si la colisión fue simplemente un incidente de carreras entre dos compañeros de equipo que estaban en conflicto. Aún sin conocer el resultado de la apelación realizada por Mclaren a la sanción impuesta a Senna, el paulista llegó a la última fecha del mundial con la intención de vencer en Adelaida y así superar, al menos moralmente, a su rival. No obstante, la fecha estuvo marcada por una copiosa lluvia anterior al inicio del gran premio, y consiguientemente la carrera se tornó absolutamente impredecible. Prost abandonó recién iniciado el gran premio y a la postre el propio Senna, quien también había tenido la intención de abandonar, terminó impactando contra Martin Brundle, producto de los resbaladizo del piso, y quedando fuera de carrera sin lograr su ansiada revancha (la carrera la terminó ganando el belga Thierry Boutsen, de Williams-Renault). Para empeorar la situación, después de una apelación fallida de McLaren, el paulista recibió una multa adicional de US$100.000 y una suspensión de seis meses, lo que llevó a Senna a acusar al presidente de la Federación Internacional del Automóvil (FIA), Jean-Marie Balestre, de favorecer a su compatriota Prost.

#### 1990: colisión nuevamente en Japón
La temporada 1990 vio a los dos pilotos colisionar de nuevo. Con Senna liderando a Prost, ahora en Ferrari, en el Campeonato de Pilotos, Prost se clasificó segundo en la penúltima carrera de la temporada en Suzuka con Senna en la pole position. Entre el final de la clasificación y el día de la carrera, la pole se cambió al otro lado de la pista sin ninguna explicación. Senna se quejó de que ya no estaba en la línea de carreras, su lado de la cuadrícula estaba sucio, lo que significa que obtendría menos agarre y, por lo tanto, un comienzo más lento en comparación con Prost, que había sido trasladado al lado limpio de la cuadrícula. La apelación del brasileño fue rechazada. Al comienzo de la carrera, Prost tuvo el mejor comienzo de los dos; pero mientras frenaba en la primera curva, Senna se negó a dar marcha atrás y chocó con el francés a 160 mph (260 km/h), logrando el título para el brasileño. Prost casi se retiró del deporte y dijo: «Lo que hizo fue asqueroso. Es un hombre sin valor». Un año después, Senna admitió que la medida fue premeditada, en represalia por la colisión en la chicana en el mismo curso el año previo.
El Gran Premio de Japón de 1990 finalmente fue ganado por el también brasileño Nelson Piquet, que cortó una racha de tres años sin ganar una carrera, con su compatriota Roberto Moreno en segundo lugar, ambos a bordo de un Benetton-Ford. El japonés Aguri Suzuki, a bordo de un Larrousse-Lamborghini, completó el podio. El automovilismo de Brasil y el público japonés presente, estos últimos en su mayoría fanáticos de Senna y felices por ver a un piloto de su país en el podio, tuvieron su fiesta completa en aquella carrera.
Cabe destacar que en las dos definiciones polémicas que se dieron entre Senna y Prost en Japón (la de 1989 y la de 1990) la carrera terminó siendo ganada por un monoplaza del equipo Benetton (Alessandro Nannini venció en 1989 y Nelson Piquet en 1990).

#### 1991
Hubo otro incidente controvertido en 1991. En el Gran Premio de Alemania en Hockenheimring, Prost luchó contra Senna por el 4.º lugar, pero sintió que el brasileño defendió de manera muy agresiva y en la primera chicana obligó al francés a tomar medidas para evitar el uso de la vía de escape. Prost detuvo su monoplaza y se reincorporó a la carrera. Casualmente, a Senna se le acabó el combustible en la última vuelta en el mismo punto. En la siguiente carrera, en Hungría, la FIA ordenó una reunión sentados entre los dos pilotos, interesados en no repetir las incidencias de los dos años anteriores.
El francés tomó un año sabático luego de ser despedido de Ferrari por criticar públicamente al monoplaza y al equipo, mientras el brasileño luchaba porque McLaren ya no era competitivo con Williams. Prost anunció su firma con el equipo de Grove para la temporada 1993. Senna también había querido unirse a Williams, ya que eran los más competitivos, pero el francés tenía una cláusula en su contrato que prohibía al brasileño como compañero de equipo. Senna enfurecido calificó a Prost de «cobarde» durante una conferencia de prensa en Estoril y denunció su falta de voluntad para competir por el Campeonato de Pilotos en igualdad de condiciones deportivas:

Creo que si Prost quiere ser llamado el único campeón, tres veces Campeón del Mundo, volver de manera deportiva, tal vez ganar otro campeonato, debería ser deportivo. Por la forma en que lo está haciendo, se está comportando como un cobarde. Y si quiere ser deportivo, debe estar preparado para competir con cualquiera, en cualquier condición, y en igualdad de condiciones.

#### 1993: último año

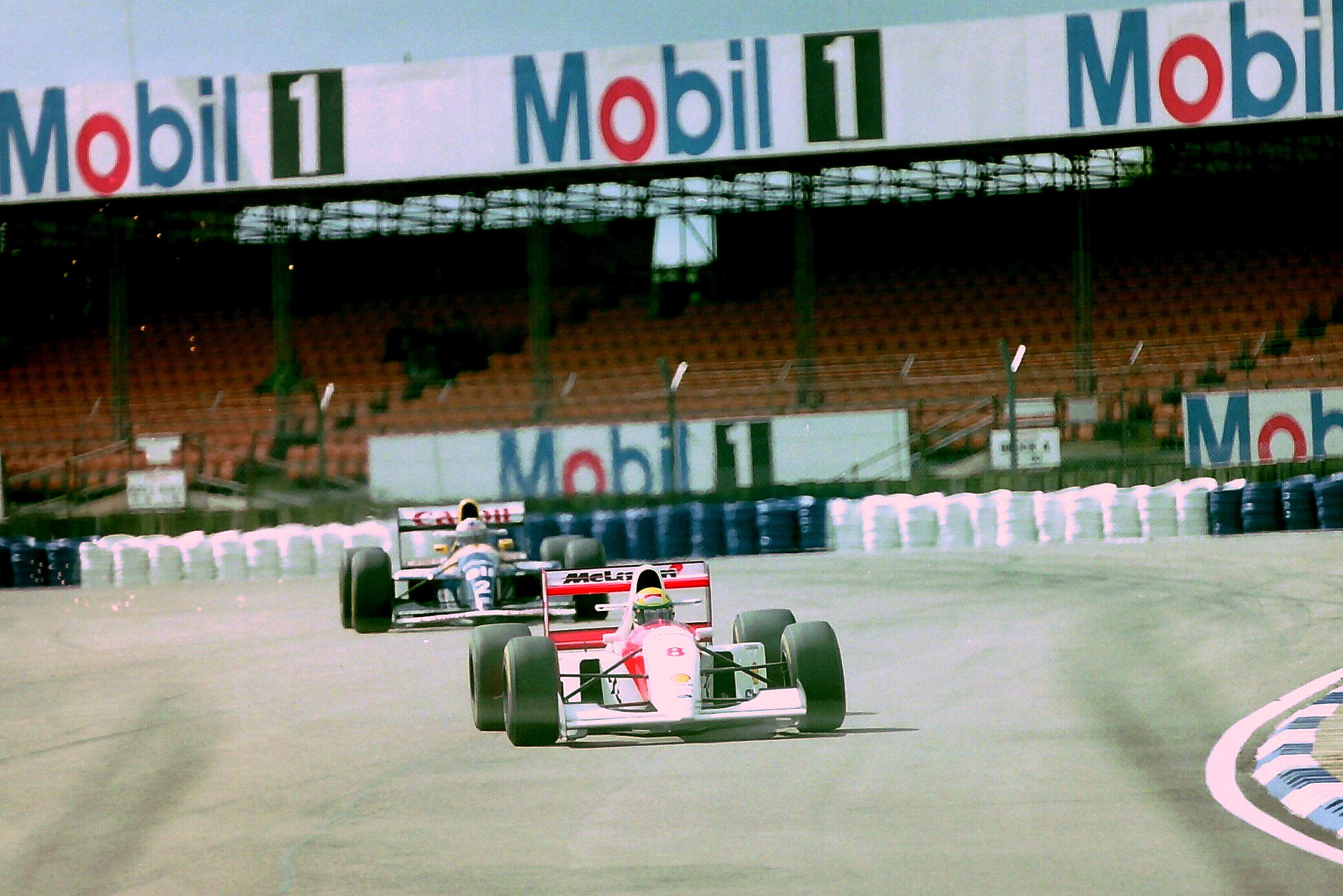
Senna delante de Prost durante las prácticas del Gran Premio de Gran Bretaña.

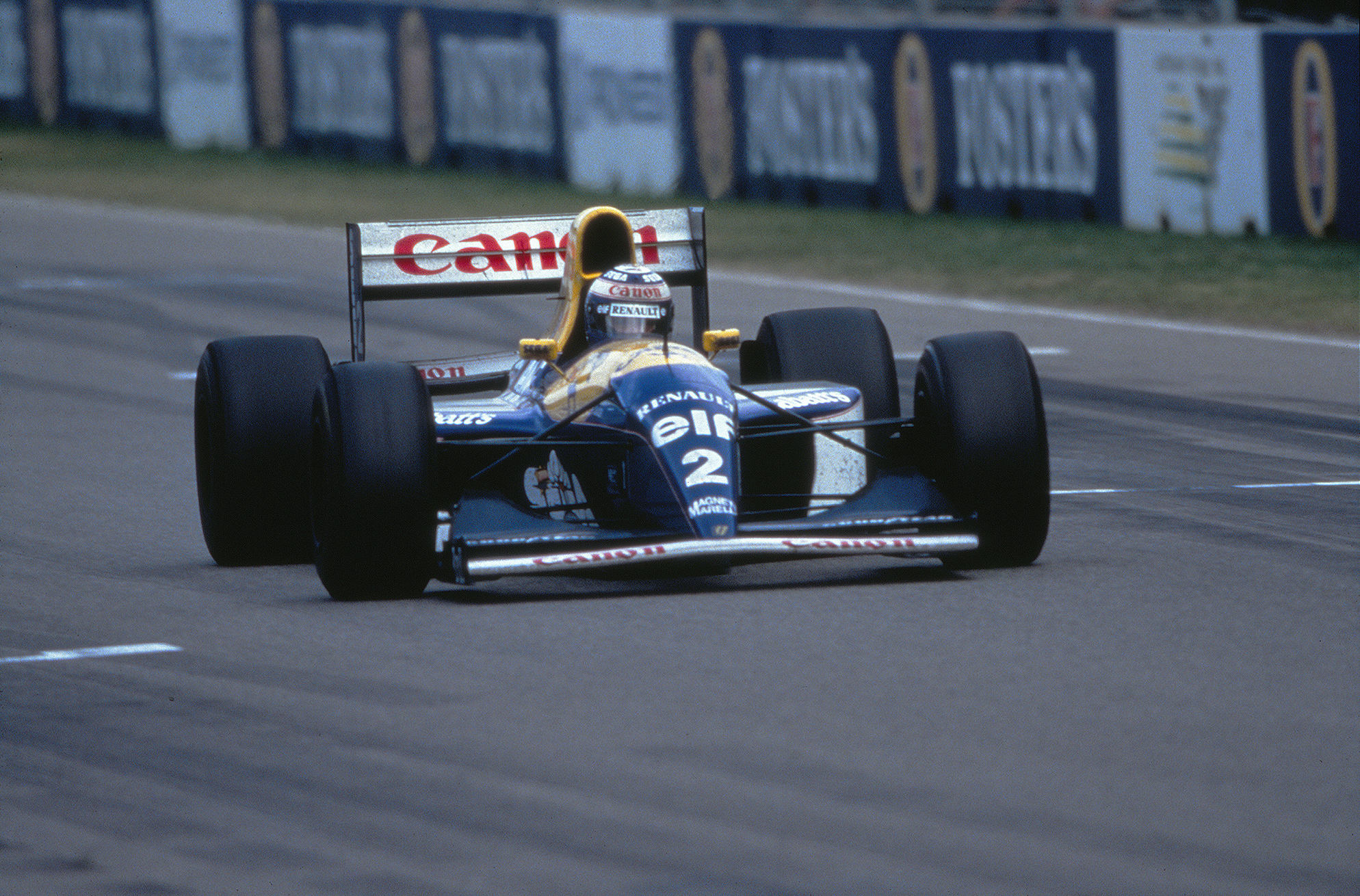
Alain Prost en el Gran Premio de Australia de 1993, su última carrera en Fórmula 1.

Durante la temporada 1993, Prost y Senna continuaron su rivalidad en la pista. El francés fue escoltado por la policía al Autódromo José Carlos Pace para el Gran Premio de Brasil debido a la hostilidad de los brasileños hacia él. Los dos continuaron sus batallas en la pista en Silverstone, donde Senna defendió agresivamente su posición contra Prost. En la última carrera del francés, el Gran Premio de Australia de 1993, Senna lo detuvo en el escalón más alto del podio para un abrazo.

#### Muerte de Ayrton Senna
El 1 de mayo de 1994, Ayrton Senna murió durante el Gran Premio de San Marino al impactar a 211 km/h contra la curva Tamburello del Autodromo Enzo e Dino Ferrari. Prost era portador del féretro en el funeral del brasileño. Hablando cuatro años después de la muerte de Senna, Prost le dijo a Nigel Roebuck que «siempre se había negado a hablar de él». Cuando Senna murió, Prost declaró que «una parte de sí mismo también había muerto», porque sus carreras habían estado muy ligadas. Senna también sintió lo mismo cuando Prost se retiró a fines de 1993, cuando admitió ante un amigo cercano que se había dado cuenta de cuánta motivación había provocado al luchar con Prost. Un par de días antes de su muerte, cuando filmaba una vuelta en Imola para el canal de televisión francés TF1, saludó a Prost, para entonces un comentarista del canal: «Un saludo especial para mi... para nuestro querido amigo Alain. Todos te extrañamos». Prost dijo que estaba sorprendido y muy conmovido por el comentario.

## Estadísticas

### Resumen
| Piloto       | Títulos | Grandes Premios | Victorias | Podios   | Poles    | VR | Puntos |
| ------------ | ------- | --------------- | --------- | -------- | -------- | -- | ------ |
| Alain Prost  | 2       | 78              | 23 (30%)  | 51 (65%) | 17 (22%) | 21 | 392    |
| Ayrton Senna | 3       | 80              | 32 (40%)  | 55 (69%) | 45 (56%) | 11 | 397    |

- Solo incluye datos entre 1988 y 1991 y de 1993.
- En el análisis se excluyen dos campeonatos ganados por Prost — 1985, 1986 — en los que Senna terminó en la cuarta posición.
- El resultado total al incluir estos dos años es de cuatro campeonatos para Prost y tres para Senna.

### Por temporada
| Año      | Piloto                         | Grandes Premios | Victorias | Poles | VR | Podios | Puntos   | Pos. |
| -------- | ------------------------------ | --------------- | --------- | ----- | -- | ------ | -------- | ---- |
| 1988     | Alain Prost (McLaren-Honda)    | 16              | 7         | 2     | 7  | 14     | 87 (105) | 2.º  |
| 1988     | Ayrton Senna (McLaren-Honda)   | 16              | 8         | 13    | 3  | 11     | 90 (94)  | 1.º  |
| 1989     | Alain Prost (McLaren-Honda)    | 16              | 4         | 2     | 5  | 11     | 76 (81)  | 1.º  |
| 1989     | Ayrton Senna (McLaren-Honda)   | 16              | 6         | 13    | 3  | 7      | 66 (60)  | 2.º  |
| 1990     | Alain Prost (Ferrari)          | 16              | 5         | 0     | 2  | 9      | 71 (73)  | 2.º  |
| 1990     | Ayrton Senna (McLaren-Honda)   | 16              | 6         | 10    | 2  | 11     | 78       | 1.º  |
| 1991     | Alain Prost (Ferrari)          | 14              | 0         | 0     | 1  | 5      | 34       | 5.º  |
| 1991     | Ayrton Senna (McLaren-Honda)   | 16              | 7         | 8     | 2  | 12     | 96       | 1.º  |
| 1993     | Alain Prost (Williams-Renault) | 16              | 7         | 13    | 6  | 12     | 99       | 1.º  |
| 1993     | Ayrton Senna (McLaren-Ford)    | 16              | 5         | 1     | 1  | 7      | 73       | 2.º  |
| Fuentes: |                                |                 |           |       |    |        |          |      |